# LEN Challenger Cup (pallanuoto femminile)
La LEN Challenger Cup è una competizione pallanuotistica europea femminile riservata a squadre di club, che si svolge dalla stagione 2023-2024.
È strutturata sul modello della Challenger Cup maschile ed è il quarto torneo continentale per importanza, dopo l'Euro League, la Coppa LEN e la Conference Cup.

## Formula
Il torneo inizia con una fase a gironi, dopo la quale scatta la fase ad eliminazione diretta, dai quarti alla finale, in cui le squadre si confrontano in gara secca tramite il meccanismo delle final six.

## Albo d'oro
| Stagione | Campione         | Campione | Finalista    | Finalista |
| -------- | ---------------- | -------- | ------------ | --------- |
| 2023-24  | İzmir Büyükşehir | Turchia  | Stella Rossa | Serbia    |
| 2024-25  | İzmir Büyükşehir | Turchia  | Galatasaray  | Turchia   |

## Vittorie per club
- Aggiornato dopo l'edizione 2024-2025

| Pos. | Squadra             | Num. | Anni       |
| ---- | ------------------- | ---- | ---------- |
| 1    | İzmir Büyükşehir () | 2    | 2024, 2025 |

## Vittorie per nazione
- Aggiornato dopo l'edizione 2024-2025

| Pos. | Nazione | Vittorie | Finali Perse | Tot. finali |
| ---- | ------- | -------- | ------------ | ----------- |
| 1    | Turchia | 2        | 1            | 3           |
| 2    | Serbia  | -        | 1            | 1           |